# Eldar Tsalikov
Eldar Tsalikov (russisch Эльдар Цаликов; * 1993 in Rostow am Don) ist ein russischer Jazzmusiker (Saxophon, Klarinette, Komposition).

## Leben und Wirken
Tsalikov wuchs in einer Musikerfamilie auf. Im Alter von acht Jahren begann er Saxophon an der nach Kim Nasaretow benannten Kinder-Jazzschule zu lernen.  Nach einem ersten Abschluss in Russland zog er 2011 nach Berlin. Dort begann er ein Instrumentalstudium am Jazz-Institut Berlin (JIB). 2018 schloss er nach dem Bachelor erfolgreich mit dem Master-Abschluss als Arrangeur und Komponist ab.
Tsalikov arbeitete mit Musikern wie Greg Cohen, Joey Baron, Laurie Anderson, Elias Stemeseder, Manlio Maresca, Anna Webber, The Haff und Fabiana Striffler, aber auch im Bereich des traditionellen Jazz. Er trat auf Festivals wie dem Copenhagen Jazz Festival, JazzAscona, dem Glasgow Jazz Festival oder dem French Quarter Fest in New Orleans auf. Als Solist ist er auf Alben von Evi Filippou, New German Art Orchestra, Nick Dunston (Skultura), Friede Merz und Felix Henkelhausen (Misanthropic Tendencies) zu hören.
Tsalikov hat mehrere Wettbewerbe gewonnen, darunter den IV. Internationalen Jazz-Wettbewerb in St. Petersburg (Russland), das Internationale Jazz-Festival der Ukraine in Kiew und den VIII. Internationalen Jazz-Wettbewerb in Odessa. 2014 erhielt er den JIB-Jazz-Preis.